# 玉山石松
玉山石松（学名：Lycopodium veitchii）为石松科石松属下的一个种。

## 扩展阅读
- 維基物種上的相關：玉山石松